# Слобода-Селец
Слобода-Селец (укр. Слобода-Селець) — село на Украине, находится в Житомирском районе Житомирской области.
Код КОАТУУ — 1822086803. Население по переписи 2001 года составляет 778 человек. Почтовый индекс — 12430. Телефонный код — 412. Занимает площадь 0,91 км².

## Адрес местного совета
12430, Житомирская область, Житомирский р-н, с. Станишовка, ул.Кооперативная, 1